# قرار مجلس الأمن التابع للأمم المتحدة رقم 228
قرار مجلس الأمن التابع للأمم المتحدة رقم 228 اعتمد في 25 نوفمبر 1966، بعد الاستماع إلى بيانات من ممثلي الأردن و‌إسرائيل، فضلا عن تقرير من الأمين العام يو ثانت بشأن العمل العسكري، لاحظ المجلس أن هذه الحادثة تشكل عملا عسكريا واسع النطاق ومخططا بعناية ضد الأراضي الأردنية من جانب القوات المسلحة الإسرائيلية.
وأعرب المجلس عن أسفه للخسائر في الأرواح والممتلكات وانتقد إسرائيل لهذا الانتهاك لميثاق الأمم المتحدة و‌لاتفاق الهدنة العام. وأكد المجلس لإسرائيل أنه لا يمكن التغاضي عن الإجراءات الانتقامية العسكرية، وأنه إذا تكررت سيتعين على المجلس أن ينظر في اتخاذ مزيد من الخطوات الفعالة لضمان عدم تكرار مثل هذه الأعمال.
تم تمرير القرار بأغلبية 14 صوتا مقابل لا شيء و‌امتناع عضو واحد من نيوزيلندا.